# Sættekasse
En sættekasse var i gamle dage – da man til bogtryk benyttede håndsats med blytyper – typografens/sætterens vigtigste redskab. Her lagredes de forskellige typer i en bestemt orden.
En sættekasse er delt i to dele – én øvre del til håndtering af de store (majuskler) bogstaver (også kaldet versaler) og én nedre del til de små (minuskler) bogstaver.
På engelsk kaldes de store bogstaver for Upper Case og de små for Lower Case. Det skyldes, at engelske/amerikanske sættekasser bestod af to adskilte kasser. Majusklerne lå i den øverste sættekasse (case) og minusklerne i den nederste. Heraf de engelske betegnelser, som er videreført til tastaturer på skrivemaskiner og pc'er.
Den øvre kasse er inddelt i 67 rum. Rummene indeholder bogstaverne fra A til Å. Resten af tegnene er for møntfod, parenteser, diftonger, ligaturer og accenter.[kilde mangler]
Den nedre kasse er arrangeret således, at de mest benyttede bogstaver er nærmest sætterens hænder. Et hyppigt benyttet bogstav som "e" har det største rum. Blandt minusklerne findes også blindmateriale, spatier og kvadrater, i forskellig bredde til justering og spærring af linjen. I Lower Case findes også komma, punktum, kolon og lignende.
Da typograferne "gik fra blyet" og over til elektronisk publicering eller Dtp, blev de fleste sættekasser overflødige, men mange er genanvendt som opbevaringsrum for miniaturer eller direkte hængt op på væggen til pynt.